# Batalla de Campaldino
La batalla de Campaldino tingué lloc l'11 de juny de 1289 entre els güelfs (que en sortiren victoriosos), del costat florentí, i els gibelins, del costat d'Arezzo. Es desenvolupà a la plana entre Poppi i Pratovecchio, a la Toscana.
Dante Alighieri, que hi participà amb els feditori di Vieri dei Cerchi del bàndol güelf, en parla a La Divina Comèdia.